# Сезон жіночої збірної України з футболу 2018

### Україна 2:0 Угорщина
| 159. ЧС-2019 (кваліфікація) 4 вересня 2018 18:00 UTC+3 |

| Україна                                 | 2:0      | Угорщина |
| --------------------------------------- | -------- | -------- |
| Дарія Кравець 26' Дарина Апанащенко 31' | Протокол |          |

| Тернопіль, Тернопільський міський стадіон Арбітр: Граціелла Пірріаторе |

### Україна 4:1 Косово
| 159. Товариський матч 9 листопада 2018 17:00 UTC+2 |

| Україна                                                                        | 4:1      | Косово   |
| ------------------------------------------------------------------------------ | -------- | -------- |
| Дарина Апанащенко 10' Ірина Кочнєва 13' Яна Малахова 80' Вероніка Андрухів 87' | Протокол | Еюпі 48' |

| Белек |

### Україна 4:0 Косово
| 159. Товариський матч 12 листопада 2018 17:00 UTC+2 |

| Україна                                                                                  | 4:0      | Косово |
| ---------------------------------------------------------------------------------------- | -------- | ------ |
| Надія Куніна 31' (пен.) Тетяна Романенко 36' Вероніка Андрухів 75' Дарина Апанащенко 79' | Протокол |        |

| Белек |

### Склад команди
Станом на 29 листопада 2018 року.
| №            | Гравець           | Клуб (у 2018)   | Дата народження   | Вік      | Ігор     | Голів    |          |
| Воротарі     | Воротарі          | Воротарі        | Воротарі          | Воротарі | Воротарі | Воротарі | Воротарі |
| ------------ | ----------------- | --------------- | ----------------- | -------- | -------- | -------- | -------- |
|              | Ірина Саніна      | «Житлобуд-1»    | 8 жовтня 1985     | 33       | 1        | 1п       |          |
|              | Дарина Бондарчук  | «Житлобуд-2»    | 13 вересня 1998   | 20       | 1        | 0п       |          |
|              | Катерина Самсон   | «Рязань-ВДВ»    | 5 липня 1988      | 30       | 1        | 0п       |          |
| Захисники    |                   |                 |                   |          |          |          |          |
|              | Дарія Кравець     | «БІІК-Казигурт» | 21 березня 1994   | 22       | 3        | 1        |          |
|              | Ірина Подольська  | «Житлобуд-2»    | 14 березня 1995   | 23       | 2        | 0        |          |
|              | Яна Деркач        | «Восход»        | 10 липня 1998     | 20       | 2        | 0        |          |
|              | Ганна Петрик      | «Житлобуд-1»    | 26 жовтня 1997    | 21       | 2        | 0        |          |
|              | Натія Панцулая    | «АЛГ Спорт»     | 28 грудня 1991    | 27       | 2        | 0        |          |
|              | Марина Шайнюк     | «Ладомир»       | 26 жовтня 2000    | 18       | 1        | 0        |          |
|              | Ольга Басанська   | «Рязань-ВДВ»    | 6 січня 1992      | 26       | 1        | 0        |          |
|              | Ірина Василюк     | «Житлобуд-2»    | 18 травня 1985    | 33       | 1        | 0        |          |
| Півзахисники |                   |                 |                   |          |          |          |          |
|              | Дарина Апанащенко | «Житлобуд-1»    | 16 травня 1986    | 32       | 3        | 3        |          |
|              | Ірина Кочнєва     | «Житлобуд-1»    | 1 вересня 1994    | 24       | 2        | 1        |          |
|              | Тетяна Китаєва    | «Житлобуд-2»    | 28 жовтня 1995    | 23       | 2        | 0        |          |
|              | Тетяна Полюхович  | «Житлобуд-2»    | 27 вересня 1998   | 20       | 2        | 0        |          |
|              | Надія Хаванська   | «Житлобуд-1»    | 2 квітня 1989     | 29       | 2        | 0        |          |
|              | Мар'яна Іванишин  | «Медик»         | 24 серпня 1992    | 26       | 2        | 0        |          |
|              | Юлія Шевчук       | «Житлобуд-1»    | 25 червня 1998    | 20       | 1        | 0        |          |
|              | Ія Андрущак       | «Житлобуд-1»    | 13 березня 1987   | 31       | 1        | 0        |          |
| Нападники    |                   |                 |                   |          |          |          |          |
|              | Вероніка Андрухів | «Житлобуд-2»    | 5 травня 1996     | 22       | 3        | 2        |          |
|              | Надія Куніна      | «Житлобуд-1»    | 29 березня 2000   | 18       | 3        | 1        |          |
|              | Ольга Овдійчук    | «Житлобуд-1»    | 16 грудня 1993    | 25       | 3        | 0        |          |
|              | Яна Малахова      | «Житлобуд-2»    | 17 лютого 1995    | 23       | 2        | 1        |          |
|              | Тетяна Романенко  | «Сан-Заккаріа»  | 3 жовтня 1990     | 28       | 2        | 1        |          |
|              | Яна Калініна      | «Житлобуд-2»    | 14 листопада 1994 | 24       | 1        | 0        |          |
|              |                   |                 |                   |          |          |          |          |